# بورت أرثر
بورت أرثر (بالإنجليزية: Port Arthur)‏ هي مدينة أمريكية تقع في ولاية تكساس.تبلغ مساحة هذه المدينة 372.3 (كم²)،ويبلغ عدد سكانها 57755 نسمة حسب إحصاء سنة 2010 م. تشير إحصاءات سنة 2000م بأن الكثافة السكانية في هذه المدينة تقدر بـ(268.9) نسمة/كم2.

## التركيبة السكانية
حدّد مكتب تعداد الولايات المتحدة بيانات التركيبة السكانية لبورت أرثر في تعداد الولايات المتحدة. في ما يلي، التركيبة السكانية حسب تعدادي 2000 و2010.

### تعداد عام 2000
بلغ عدد سكان بورت أرثر 57,755 نسمة بحسب تعداد عام 2000، وبلغ عدد الأسر 21,839 أسرة وعدد العائلات 14,665 عائلة مقيمة في المدينة. في حين سجلت الكثافة السكانية 154.7 نسمة لكل كيلومتر مربع (400.7/ميل2). وبلغ عدد الوحدات السكنية 24,713 وحدة بمتوسط كثافة قدره 66.2 لكل كيلومتر مربع (171.5/ميل2).
وتوزع التركيب العرقي للمدينة بنسبة 39.01% من البيض و43.70% من الأمريكيين الأفارقة و0.45% من الأمريكيين الأصليين و5.89% من الأمريكيين ذوي الأصول الآسيوية و0.02% من سكان جزر المحيط الهادئ و8.88% من الأعراق الأخرى و2.06% من عرقين مختلطين أو أكثر و17.45% من الهسبانيون أو اللاتينيون من أي عرق.
بلغ عدد الأسر 21,839 أسرة كانت نسبة 38.3% منها لديها أطفال تحت سن الثامنة عشر تعيش معهم، وبلغت نسبة الأزواج القاطنين مع بعضهم البعض 42.6% من أصل المجموع الكلي للأسر، ونسبة 19.7% من الأسر كان لديها معيلات من الإناث دون وجود شريك، بينما كانت نسبة 4.8% من الأسر لديها معيلون من الذكور دون وجود شريكة وكانت نسبة 32.8% من غير العائلات. تألفت نسبة 29.4% من أصل جميع الأسر من عدة أفراد يعيشون في نفس المنزل ونسبة 13.6% كانت تتألف من شخص يعيش بمفرده يبلغ من العمر 65 عاماً أو أكثر. وبلغ متوسط حجم الأسرة المعيشية 2.61، أما متوسط حجم العائلات فبلغ 3.25.
بلغ العمر الوسطي للسكان 34.6 عاماً. وكانت نسبة 28.6% من القاطنين تحت سن الثامنة عشر، وكانت نسبة 9.6% بين الثامنة عشر والرابعة والعشرين عاماً، ونسبة 26% كانت واقعةً في الفئة العمرية ما بين الخامسة والعشرين والرابعة والأربعين عاماً، ونسبة 19.7% كانت ما بين الخامسة والأربعين والرابعة والستين، ونسبة 14.7% كانت ضمن فئة الخامسة والستين عاماً فما فوق. يوجد لكل 100 أنثى 91.6 ذكر، ويوجد لكل 100 أنثى في الثامنة عشر من عمرها فما فوق 87.4 ذكر.

### تعداد عام 2010
بلغ عدد سكان بورت أرثر 53,818 نسمة بحسب تعداد عام 2010، وبلغ عدد الأسر 20,183 أسرة وعدد العائلات 13,191 عائلة مقيمة في المدينة. في حين سجلت الكثافة السكانية 144.1 نسمة لكل كيلومتر مربع (373.2/ميل2). وبلغ عدد الوحدات السكنية 23,577 وحدة بمتوسط كثافة قدره 63.1 لكل كيلومتر مربع (163.4/ميل2).
وتوزع التركيب العرقي للمدينة بنسبة 36.14% من البيض و40.73% من الأمريكيين الأفارقة و0.74% من الأمريكيين الأصليين و5.91% من الأمريكيين ذوي الأصول الآسيوية و0.02% من سكان جزر المحيط الهادئ و14.06% من الأعراق الأخرى و2.40% من عرقين مختلطين أو أكثر و29.58% من الهسبانيون أو اللاتينيون من أي عرق.
بلغ عدد الأسر 20,183 أسرة كانت نسبة 36.1% منها لديها أطفال تحت سن الثامنة عشر تعيش معهم، وبلغت نسبة الأزواج القاطنين مع بعضهم البعض 39.2% من أصل المجموع الكلي للأسر، ونسبة 19.8% من الأسر كان لديها معيلات من الإناث دون وجود شريك، بينما كانت نسبة 6.3% من الأسر لديها معيلون من الذكور دون وجود شريكة وكانت نسبة 34.6% من غير العائلات. تألفت نسبة 30.1% من أصل جميع الأسر من عدة أفراد يعيشون في نفس المنزل ونسبة 11.1% كانت تتألف من شخص يعيش بمفرده يبلغ من العمر 65 عاماً أو أكثر. وبلغ متوسط حجم الأسرة المعيشية 2.63، أما متوسط حجم العائلات فبلغ 3.31.
بلغ العمر الوسطي للسكان 35.3 عاماً. وكانت نسبة 27% من القاطنين تحت سن الثامنة عشر، وكانت نسبة 9.8% بين الثامنة عشر والرابعة والعشرين عاماً، ونسبة 24.7% كانت واقعةً في الفئة العمرية ما بين الخامسة والعشرين والرابعة والأربعين عاماً، ونسبة 25.2% كانت ما بين الخامسة والأربعين والرابعة والستين، ونسبة 13.3% كانت ضمن فئة الخامسة والستين عاماً فما فوق. وتوزع التركيب الجنسي للسكان بنسبة 49.2% ذكور و50.8% إناث.

## أعلام
- بيمب سي
- جي دبليو بيلي
- جانيس جوبلين
- إيفلين كييس
- بابي ديدريكسون